# غافين سكوت
غافين سكوت (بالإنجليزية: Gavin Scott)‏ هو كاتب سيناريو بريطاني، ولد في 1950 في كينغستون أبون هال في المملكة المتحدة.

## وصلات خارجية
- غافين سكوت على موقع IMDb (الإنجليزية)
- غافين سكوت على موقع قاعدة بيانات الفيلم (الإنجليزية)